# 알브레히트 3세 폰 작센 공작

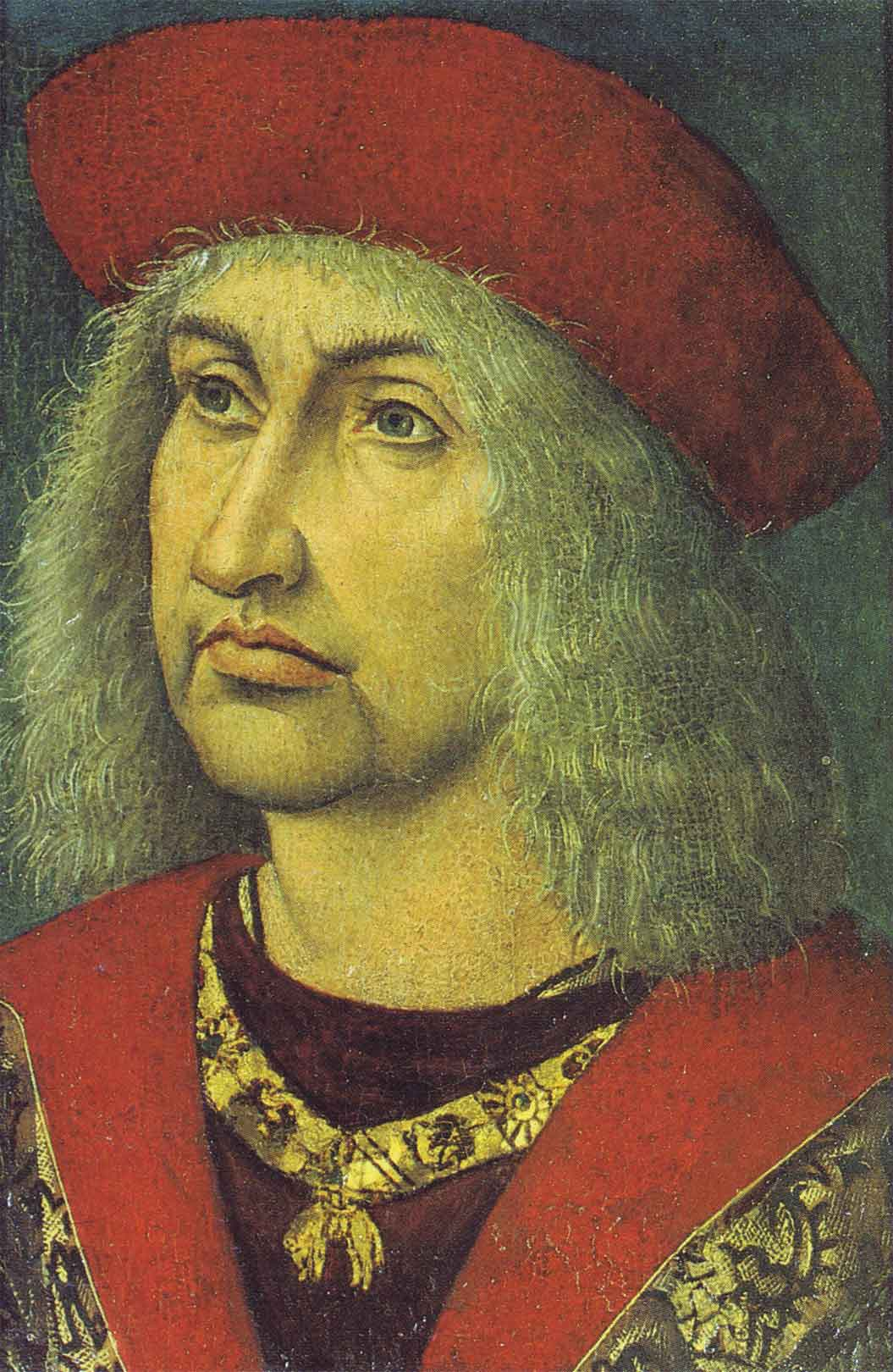
알브레히트 3세 폰 작센 공작

알브레히트 데어 베헤어체(Albrecht der Beherzte)는 작센 공작이다.